# فعل گذرا
فعل‌های گذرا (به عربی: مُتِعَدی) (به انگلیسی: transitive) فعل‌هایی هستند که برای کامل شدن معنی، علاوه بر نهاد، نیازبه مفعول یا مسند یا متمم دارند. مانند: آوردن (پرویز [نهاد] گل [مفعول] را [نشانه مفعولی] آورد [فعل].) فعل‌هائی که تنها به نهاد نیاز داشته و به مفعول نیازی نداشته باشند فعل‌های ناگذرا نامیده می‌شوند. مانند آمدن (پرویز [نهاد] آمد [فعل])
فعل گذرا بر سه گونه است: 
- گذرا به مفعول: فعل علاوه بر نهاد به مفعول نیاز دارد. مثال: دانش‌آموزان مطالب کتاب را یاد می‌گیرند.
- گذرا به مسند: فعل علاوه بر نهاد به مسند نیاز دارد. مثال: هوا سرد شد.
- گذرا به متمم: فعل علاوه بر نهاد به متمم نیاز دارد. مثال: دلاوران ما با دشمن جنگیدند.

زیرگونه‌های ترکیبی: 
- گذرا به مفعول + متمم. مثال: آن مرد فرزانه و دانا مطلب مهمی به من یاد داد.
- گذرا به مفعول + مسند. مثال: علی دوست خوب را قهرمان بزرگی می‌دانست.
- گذرا به متمم + مسند. مثال: مردم روستا به او دکتر می‌گفتند.
- گذرا به مفعول + مفعول. مثال: او فقرا را لباس پوشانید.